# Johannes-Nepomuk-Kirche (Opole-Sławice)

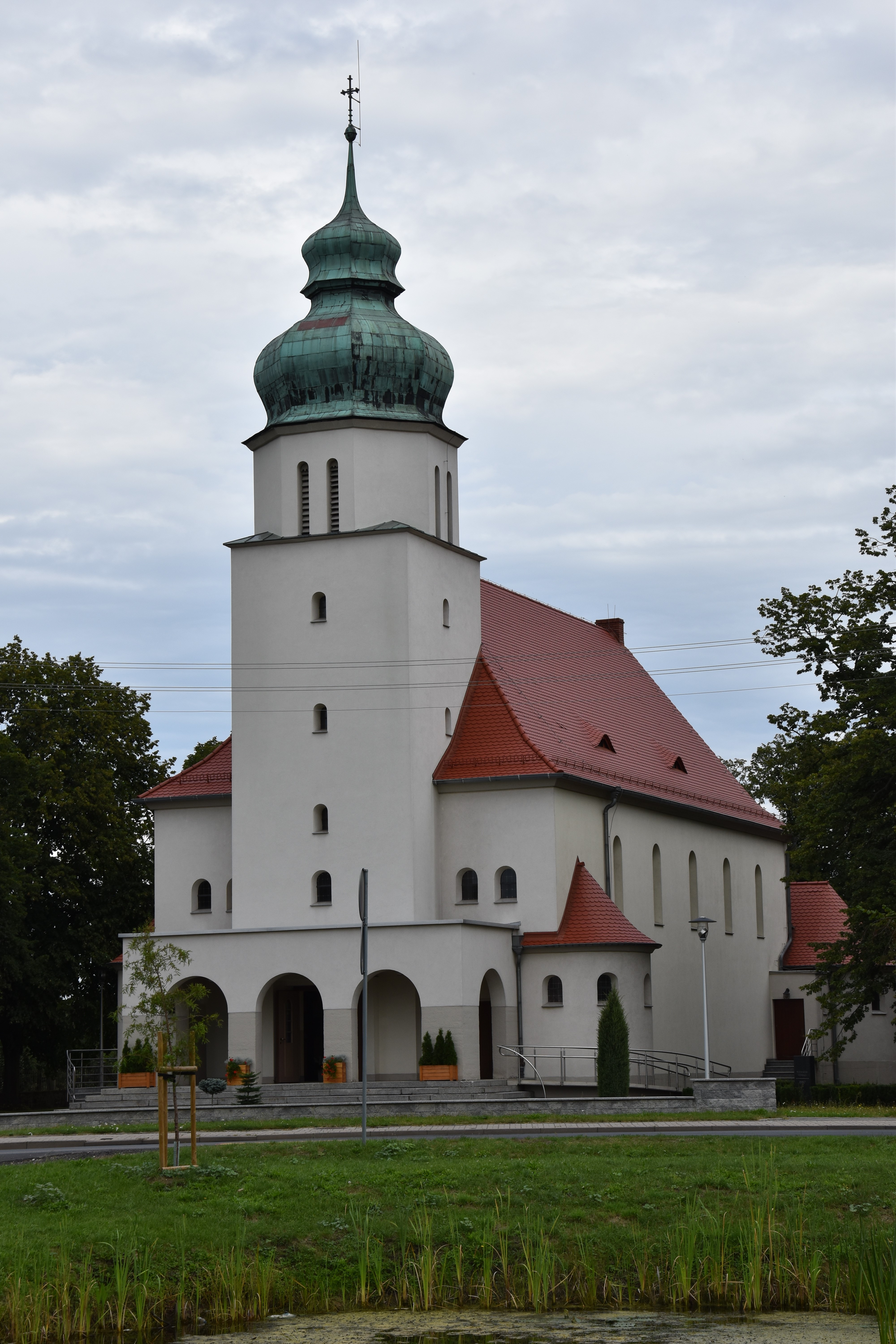
Westfront mit Glockenturm

Die Johannes-Nepomuk-Kirche (polnisch Kościół św. Jana Nepomucena) ist eine römisch-katholische Kirche in Sławice (Slawitz), einem Stadtteil der  oberschlesischen Stadt Opole (Oppeln). Die Kirche ist die Hauptkirche der Pfarrei St. Johannes Nepomuk (Parafia św. Jana Nepomucena) in Opole. Das Gotteshaus liegt im Ortskern von Slawitz an der ul. Opolska am Dorfteich.

## Geschichte

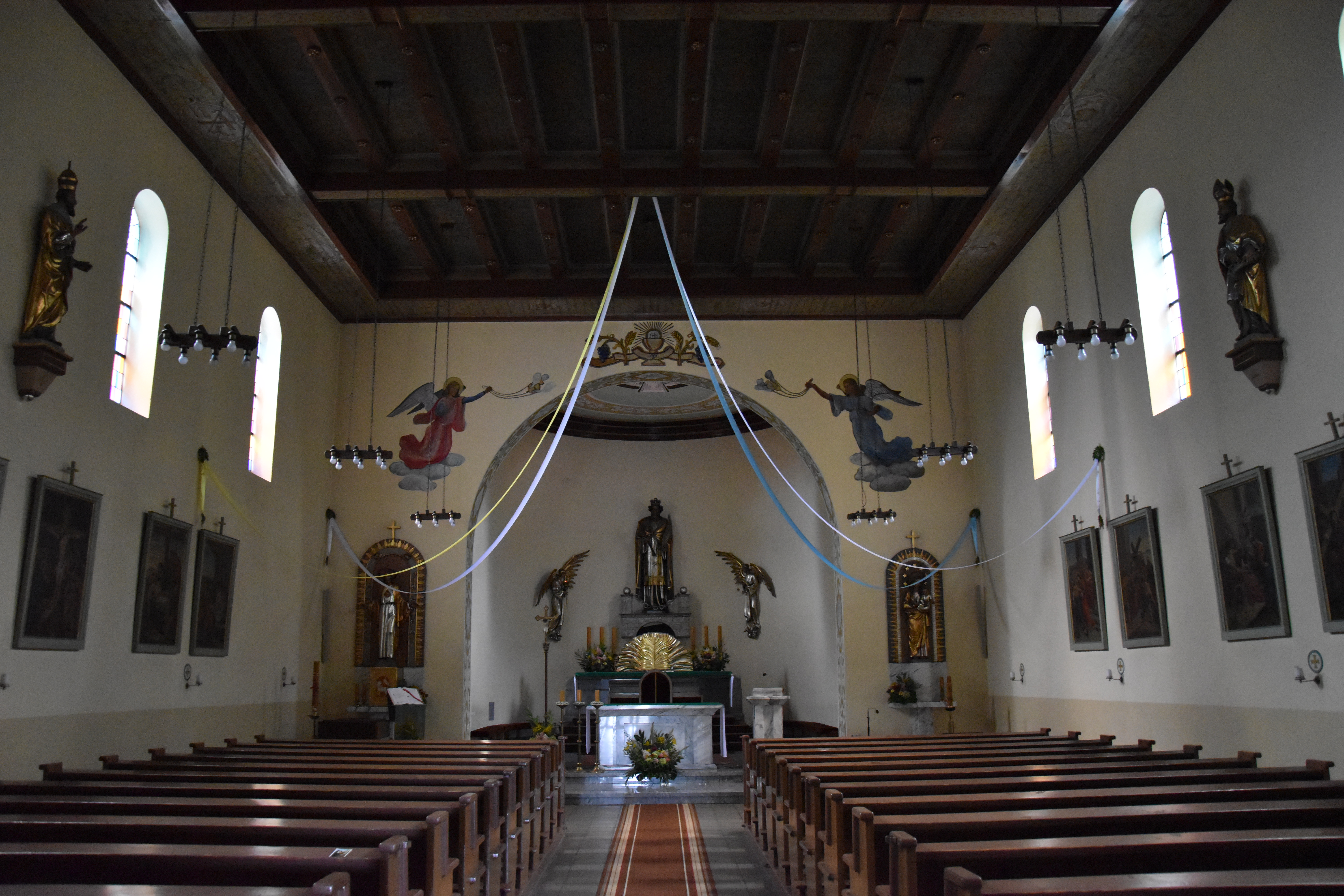
Altarraum

Die Kirche wurde auf Initiative des Priesters Josef Kubis im Jahr 1931 errichtet. Die feierliche Weihe erfolgte am 13. September 1931 in Anwesenheit des Breslauer Kardinals Adolf Bertram. Zunächst war die Nepomukkirche eine Filiale der Pfarrei Heilig Kreuz in Oppeln. Mit Gründung der Pfarrei St. Michael im südlich benachbarten Halbendorf wurde die Kirche der dortigen Pfarrei zugeordnet. 
Im Frühjahr 1945 wurde die Kirche von sowjetischen Truppen verwüstet. Noch heute sind am Tabernakel und der Eingangstür Spuren dieser Verwüstungen aufzufinden. 
Am 1. Januar 1985 wurde die eigenständige Pfarrei gegründet. 2000 wurde das Gebäude saniert.

## Architektur und Ausstattung
Die Kirche wurde in Backstein-Mauerwerk errichtet und im neobarocken Stil gestaltet, der Kirchturm trägt eine Zwiebelhaube. Über dem Altar befindet sich eine große Statue des Hl. Nepomuk. Die Orgel wurde 1933 aus der Kirche der Unbefleckten Empfängnis in Chronstau übernommen. Die Buntglasfenster wurden 1996 von Marian Zuber aus Oberglogau geschaffen.

## Pfarrer der Gemeinde
- Piotr Kondziela
- Zbigniew Gajewski
- Mateusz Buczma (seit 2021)[1]